# Protokół komunikacyjny
Protokół komunikacyjny – zbiór ścisłych reguł oraz kroków postępowania, które są automatycznie wykonywane przez urządzenia komunikacyjne w celu nawiązania łączności i wymiany danych.
W telekomunikacji, protokół komunikacyjny jest systemem regulacji, które umożliwiają dwóm lub więcej jednostkom systemu komunikacji do przesyłania informacji różnego typu fizycznej jakości. Regulacje te (standardy) definiują składnię, semantykę, synchronizację komunikacji oraz możliwe metody naprawiania błędów. Protokoły te mogą zostać wdrożone za pomocą hardware, software lub obu naraz.

## Protokoły klasyczne
Protokoły klasyczne, których pierwowzorem był protokół teleksu, składają się z trzech części:
- procedury powitalnej (ang. handshake), która polega na przesłaniu wzajemnej podstawowej informacji o łączących się urządzeniach, ich adresu (np. nr telefonu), szybkości i rodzaju transmisji itd.
- właściwego przekazu danych
- procedury analizy poprawności przekazu (np. sprawdzania sum kontrolnych) połączonej z procedurą pożegnania, żądaniem powtórzenia transmisji lub powrotem do procedury powitalnej

Przesyłana informacja może być porcjowana – protokół musi umieć odtworzyć informację w postaci pierwotnej.
Protokołami tego rodzaju posługują się:
- teleksy
- faksy
- modemy
- programy komputerowe
- wiele innych urządzeń, włącznie np. z pilotami do telewizorów

## Protokoły internetowe
Protokoły służące programom komputerowym do porozumiewania się między sobą poprzez Internet są określone przez IETF w dokumentach zwanych RFC.
Przesyłanie danych komputerowych to niezwykle trudny proces, dlatego rozdzielono go na kilka „etapów”, warstw. Warstwy oznaczają w istocie poszczególne funkcje spełniane przez sieć. Najbardziej powszechny sposób organizacji warstw komunikacji sieciowej to Model OSI.
Poniżej wyszczególniono niektóre, popularne protokoły komunikacyjne wraz z numerem portu:
| DNS    | 53                                      |
| FTP    | 21                                      |
| HTTP   | 80 (HTTP Proxy używa zwykle portu 8080) |
| HTTPS  | 443 (HTTP na TLS)                       |
| IRC    | 6667                                    |
| NNTP   | 119                                     |
| POP3   | 110                                     |
| SPOP3  | 995 (POP3 na TLS)                       |
| SMTP   | 25                                      |
| SSH    | 22                                      |
| Telnet | 23                                      |
| IMAP   | 143                                     |

Osobną klasą protokołów komunikacyjnych są protokoły do komunikacji grupowej (multicast), używane m.in. do transmisji telewizyjnych przez Internet, telekonferencji itp. Przykładami takich protokołów są RMTP (Reliable Multicast Transport Protocol), TOTEM, XTP, Muse i inne.

## Protokoły stosowane w automatyce przemysłowej
- modbus
- profibus
- M-Bus
- S-Bus
- Foundation Fieldbus
- BACnet
- LonWorks